# Zelfbeschikkingsrecht
Zelfbeschikkingsrecht of recht op zelfbeschikking is in het internationaal recht het recht van ieder volk om zelf te mogen bepalen onder welke soevereiniteit het wil vallen en zelf te beslissen over zijn economische, sociale en culturele ontwikkeling.
Zelfbeschikkingsrecht is veelal verbonden met dekolonisatie, strijd om zelfbestuur, rechten voor een etnische minderheid binnen een staat, of behoud van leefgebied en cultuur van een oorspronkelijke bevolking. Bevrijdingsbewegingen beroepen zich doorgaans op het recht op zelfbeschikking van het volk dat zij vertegenwoordigen.

## Historie
De Amerikaanse Revolutie van de jaren 1770 wordt gezien als de eerste bevestiging van het recht op nationale en democratische zelfbeschikking, vanwege het expliciete beroep op de natuurlijke rechten van de mens evenals de toestemming van de regeerden, het volk; deze ideeën waren vooral geïnspireerd door de verlichtings geschriften van John Locke uit de vorige eeuw. Thomas Jefferson promootte verder het idee dat de wil van het volk de hoogste was, vooral door het auteurschap van de Amerikaanse Onafhankelijkheidsverklaring die Europeanen in de 19e eeuw inspireerde. De Franse Revolutie werd op dezelfde manier gemotiveerd en legitimeerde de ideeën van zelfbeschikking op dat oude wereldcontinent en ook de Latijns-Amerikaanse opstanden tegen het Spaanse Rijk in de 19e eeuw.
Het werd voor het eerst ideologisch vormgegeven in de sociaal-economische ideologie van Lenin en Stalin. Bekend werd het echter vooral door Woodrow Wilson en zijn Veertien Punten (1918), bedoeld om een einde te maken aan de Eerste Wereldoorlog en de basis te leggen van de Volkenbond. Meer dan een politieke verklaring over ‘onafhankelijke beschikking’ was dat toen niet, een begrip dat later door Wilson zelf werd geherdefinieerd als ‘zelfbeschikking’. Het concept was evenwel al van in het begin controversieel en werd door Wilsons eigen minister van Buitenlandse Zaken, Robert Lansing, beschreven als “simpelweg beladen met dynamiet”.
Tijdens de Eerste Wereldoorlog en de Russische Revolutie kwam de vraag of zelfbeschikking een recht is op de voorgrond toen het statuut van Åland betwist werd door Zweden. Toen Finland onafhankelijk werd van de Sovjet-Unie, eiste Zweden dat de bevolking van Åland, etnische Zweden, het recht op zelfbeschikking moesten kunnen uitoefenen via een referendum. De Commissie van Juristen benoemd door de Volkenbond in 1920 oordeelde echter dat het zelfbeschikkingsrecht geen gegarandeerd recht is: “Het internationale positief recht erkent niet het recht van nationale groepen om zich, in die hoedanigheid, af te scheiden van de staat waarvan ze deel uitmaken door een eenvoudige uitdrukking van een wens, net zoals het evenmin het recht erkent van andere staten om zo’n afscheiding op te eisen”, verwijzend naar Zweden. Deze commissie verwierp dus de afscheiding van Åland door middel van een referendum als recht, maar stelde wel als voorwaarde voor Finland dat de Zweden van Åland hun autonomie en cultuur konden behouden. De jonge Sovjet-Unie erkende wel het zelfbeschikkingsrecht van volkeren en naties, ook van deze die toen deel uitmaakten van de Sovjet-Unie zelf, en nam het ook op in haar eerste grondwet uit 1918.

### Verenigde Naties
Het opnemen van zelfbeschikking als een volkenrecht in het Handvest van de Verenigde Naties vindt zijn oorsprong in het Atlantisch Handvest uit 1941. Het beginsel van gelijke rechten en zelfbeschikking der volkeren wordt uiteindelijk uitdrukkelijk opgenomen in het Handvest van de VN:
- Artikel 1 bepaalt dat de doeleinden van de Verenigde Naties zijn, in punt 2: Tussen de volken vriendschappelijke betrekkingen tot ontwikkeling te brengen gegrond op eerbied voor het beginsel van gelijke rechten en zelfbeschikking der volken, en andere passende maatregelen te nemen om de algemene vrede te versterken.
- Artikel 55 bepaalt dat met het oog op het scheppen van toestanden van duurzaamheid en welzijn, welke noodzakelijk zijn voor vreedzame en vriendschappelijke betrekkingen tussen de volken gegrond op eerbied voor het beginsel van gelijke rechten en zelfbeschikking der volken, zullen de Verenigde Naties bevorderen: ...

Tijdens de grote dekolonisatie van de jaren zestig bepaalden de Verenigde Naties in 1960 in hun VN-resolutie 1514 de basis van het moderne zelfbeschikkingsrecht.
- Artikel 2 bepaalt dat alle volkeren het recht hebben op zelfbeschikking; door dat recht bepalen zij hun politieke status en streven zij economische, sociale en culturele ontwikkeling na.
- Artikel 3 bepaalt dat politieke, economische, sociale en educatieve onvoorbereidheid nooit als een grond mogen dienen om de onafhankelijkheid uit te stellen.
- Artikel 4 stelt dat elke gewapende actie of repressie tegen de afhankelijke volkeren zal moeten stoppen opdat ze hun onafhankelijkheid kunnen bereiken.[10]
- Artikel 6 stelt dat de nationale eenheid en de territoriale integriteit van het grondgebied van een land nooit verstoord mogen worden.

89 landen stemden vóór deze resolutie, geen enkel tegen en 9 landen onthielden zich. Niet toevallig waren 8 van deze 9 landen toen koloniale machten.
In 1970 werd artikel 6 aangevuld met een bepaling uit VN-resolutie 2625, namelijk dat de integriteit van een grondgebied alleen geldt wanneer de staat zich houdt aan bepaalde voorwaarden: dat gelijke rechten worden gegarandeerd aan zijn inwoners, dat de staat het zelfbeschikkingsrecht aanvaardt, en dat de staat een bestuur bezit dat het hele volk vertegenwoordigt zonder onderscheid van ras of geloof.
Critici hebben herhaaldelijk laten blijken dat artikel 6 uit Resolutie 2625 in feite het zelfbeschikkingsrecht van de volkeren beperkt, en een toegave is aan bijvoorbeeld de Sovjet-Unie. Deze had er alle belang bij de onafhankelijkheid van de westerse koloniën te bespoedigen om zijn eigen invloedssfeer uit te breiden. De Sovjet-Unie bestond zelf echter uit verschillende volkeren, en geannexeerde landen als Letland, Estland en Litouwen, die van dit zelfbeschikkingsrecht gebruik zouden kunnen maken. Daarom werd bepaald dat alleen gebieden die exclaves waren en dus niet grensden aan het moedergebied onafhankelijk mochten worden. Ook België stond op artikel 6 van resolutie 1514, net als Tsjecho-Slowakije en Joegoslavië; staten die allemaal te maken hadden met volkeren die de onafhankelijkheid nastreefden.

## Een juridisch betwist principe
Dat het zelfbeschikkingsrecht een juridisch bindend of afdwingbaar principe zou zijn, levert al sinds het begin voer voor discussie voor juristen. Sommige rechtsgeleerden haalden aan dat de mensenrechten uit het Handvest van de VN geen juridisch karakter kunnen hebben en daardoor ook niet afgedwongen kunnen worden. Anderen oordeelden dan weer het tegengestelde en motiveerden dit door de voorname plaats die het recht of zelfbeschikking krijgt in het Handvest van de VN en dat de lidstaten van de VN dus ook de legale verplichting hebben te handelen volgens deze principes.
Voor vele rechtsgeleerden komt de doorbraak van zelfbeschikking als een juridisch afdwingbaar recht er met Resolutie 1514. Een van de problemen van het definiëren van het zelfbeschikkingsrecht als een recht van alle volkeren, is echter het bepalen van wat een volk juist is, een vraagstuk dat hier geen uitsluitsel kreeg, zelfs al probeerde men dit toen te beperken tot koloniaal begrensde gebieden of bestaande natiestaten, uit vrees voor versnippering van landen. Ook Resolutie 2625 bood hier geen soelaas: de definitie van een volk bleef nog steeds een discussiepunt.
Tegenwoordig oordelen zowel de VN als de meerderheid van auteurs dat het principe van zelfbeschikking deel uitmaakt van het moderne internationaal recht en dat er goede redenen zijn om dit principe als een juridisch geldig concept te beschouwen. Een punt van discussie is nog steeds in welke mate dit principe een wettelijk recht is in het internationale recht en welke legale gevolgen dit juist heeft. In de zaak van Oost-Timor oordeelde het Internationaal Gerechtshof in 1995 voor het eerst, maar in beperkte mate, over het recht op zelfbeschikking. Het Hof was toen van mening dat het zelfbeschikkingsrecht deel uitmaakt van het internationale positief recht en dat het algemeen toepasbaar is.

## Andere internationale verdragen
Art. 1 van het Internationaal verdrag inzake burgerrechten en politieke rechten en art. 1 van het Internationaal Verdrag inzake economische, sociale en culturele rechten verwijzen ook naar het zelfbeschikkingsrecht der volkeren. Deze twee mijlpalen in de internationale mensenrechtenverdragen bevestigen niet alleen zelfbeschikking als een recht van alle volkeren en, niet onbelangrijk, als mensenrecht, maar verplichten de ondertekenende staten ook het recht op zelfbeschikking te eerbiedigen en te bevorderen.

## Afscheiding
Bij afscheiding van een volk of secessie scheidt een deel van de bevolking zich af van een groter statelijk verband. Het zelfbeschikkingsrecht kan zijn gemotiveerd door algemene discriminatie en mensenrechtenschendingen tot het punt dat er bijna sprake is van een genocide, zodat secessie de enige overblijvende optie wordt van de belaagde bevolkingsgroep. Ook kan secessie als legitiem middel worden aangegrepen in het geval dat redelijke eisen voor lokaal of regionaal zelfbestuur verworpen worden of dat rechten van minderheden zonder rechtvaardiging worden geweigerd door de centrale regering, zelfs in afwezigheid van geweld.
Voorbeeld is de afscheiding van België van De Nederlanden.

## Volken
Door de eeuwen heen hebben talloze volkeren gestreden voor zelfbeschikking. Tot de lange lijst behoren onder andere de Basken, Indianen, Inuit, Koerden, Palestijnen, Sahrawi en Tibetanen. Vrijwel altijd heeft dit geleid tot gewelddadige conflicten over grondgebied en in de moderne tijd ook tot politieke spanningen.